# Hoa hậu Trái Đất Philippines
Hoa hậu Trái Đất Philippines (tiếng Anh: Miss Philippines Earth) là một cuộc thi sắc đẹp được tổ chức hàng năm ở Philippines. Người chiến thắng của cuộc thi sẽ đại diện cho Philippines tham dự cuộc thi Hoa hậu Trái Đất. Đây là cuộc thi nằm trong sở hữu của Tập đoàn Carousel Productions cùng với Hoa hậu Trái Đất.
Đương kim Hoa hậu Trái Đất Philippines là Yllana Marie Aduana đến từ Siniloan được trao vương miện vào ngày 29 tháng 4 năm 2023.

## Lịch sử
Quý I của năm 2001, Tập đoàn Carousel Productions chấm dứt nhượng quyền thương mại đối với hai cuộc thi Mutya ng Pilipinas (Vẻ đẹp Philippines) cùng với Hoa hậu Châu Á Thái Bình Dương và quyết định thành lập một cuộc thi sắc đẹp với mục đích là thúc đẩy bảo vệ môi trường. Do đó, cuộc thi Hoa hậu Trái Đất và Hoa hậu Trái Đất Philippines đã được thành lập.
Cuộc thi chính thức ra mắt vào ngày 3 tháng 4 năm 2001